# Lothar zu Dohna
Lothar Burggraf und Graf zu Dohna (* 4. Mai 1924 in Seepothen, Kreis Samland; † 9. März 2021 in Gronau (Leine)) war ein deutscher Historiker.
Lothar Graf zu Dohna stammte aus dem Adelsgeschlecht Dohna. Er studierte in Königsberg und Göttingen und promovierte in Geschichte und in Theologie. Er war Mitarbeiter beim Max-Planck-Institut für Geschichte in Göttingen. Seit 1972 lehrte er als Professor für Geschichte an der Technischen Hochschule Darmstadt. Er war zugleich Honorarprofessor für Kirchengeschichte an der Goethe-Universität Frankfurt am Main.
Er war verheiratet mit der Historikerin Armgard von Rheden-Dohna-

## Schriften
- Erlebte Geschichte. Erinnerungen an die Jahre vor und nach Kriegsende. Wallstein, Göttingen 2019.
- mit Richard Wetzel: Staupitz, theologischer Lehrer Luthers. Neue Quellen – bleibende Erkenntnisse. Mohr Siebeck, Tübingen 2018, ISBN 978-3-16156125-2 / eISBN 978-3-16-156126-9
- Die Dohnas und ihre Häuser. Profil einer europäischen Adelsfamilie. Unter Mitwirkung von Alexander zu Dohna und mit einem Beitrag von Ursula zu Dohna. 2 Bände, Wallstein, Göttingen 2013.[2]
- mit Reinhold Mokrosch (Hrsg.): Werden und Wirkung der Reformation. Ringvorlesung an der Technischen Hochschule Darmstadt im Wintersemester 1983/84. Eine Dokumentation. Technische Hochschule Darmstadt, Darmstadt 1986.
- mit Richard Wetzel (Bearb.): Staupitz, Johann von: Sämtliche Schriften. Teil 2: Lateinische Schriften. Libellus de exsecutione aeternae praedestinationis. De Gruyter, Berlin/New York 1979.
- Reformatio Sigismundi. Beiträge zum Verständnis einer Reformschrift des 15. Jahrhunderts. Vandenhoeck & Ruprecht, Göttingen 1960.